# Medicina renesanse
Medicina renesanse istorijski je period u razvoju medicine od početka 16. veka koji se karakterisao rušenjem autoriteta i oslobođenjem od tradicija i postepenim uvođenjem naučnih i prirodnonaučnih metoda. Reforma je prvo počela u anatomiji, koja se sve do Renesanse oslanjala na Galenovo učenje. Paralelno sa medicnom u renesansi razvijala se razvijala i medicinska astrologija koju su upražnjavali filozofi-lekari. Na primer, u horarnoj astrologiji, koja u kartama pokazuje dalji tok bolesti, ukazuje na valjanost određene terapije, uspešnost operacije, i slično. Danas će malo koji hirurg u toku svog rada za ozbiljno uzeti ono astrološko pravilo da ne treba vršiti operaciju nad određenim delom tela u vreme kada mesec prolazi znakom koji vlada tim organom. Njegov kolega iz perioda renesanse takve i slične konsideracije često je uzimao u obzir. Isto tako, značajan broj renesansnih lekarnika radio bi karte za to astrološki povoljno vreme. 

## Istorija
Renesansa je bila preporod za sve ljudske delatnosti pa i medicinu, koju je oslobodila od sholastičke privrženosti autoritetima antičkog i srednjovekovnog doba. Tehnika je sve više napredovala. Započeto je štampanje knjiga i tako je medicinska misao postala svima dostupna. Dostupnost medicine uticalo je na rast broja lekara naučnika i nezadrživo „krčilo puteva” naučnih saznanja, novih otkrića i odbacivanja svega dogmatskog iz medicine i nauke.
Sve veći razvoj saobraćaja i trgovine između Evrope, Amerike i istoka, privredni i kulturni napredak italijanskih gradova i sve veće štampanje knjiga, zahvaljujući Gutembergovom otkriću štamparije, uslovio je novi kulturni prepoprod na zapadno-evropskom tlu.
| „ | To se pre svega manifestovalo reakcijom na kulturnu i duhovnu prevlast crkve, nekritično usvajanje antičkih autoriteta i željom za samostalnim mišljenjem i stvaranjem. | ” |

Renesansa je u nauci značila nepoštovanje starog i traženje novog. Tako se lekari renesanse ponovo vraćaju izvornom učenju Hipokrata i u njima otkrivaju sve njegove zanemarene vrednosti, dok se Galenovo učenje sve više kritikuje. 
Ljudi slobodnijeg razmišljanja, umesto proučavanja starih knjiga sve više neposredno su proučavali prirodu, a raskidanje veze sa prošlosću, crkvenom i verskom dogmatikom i skolastikom, omogućilo je ostvarivanje dotle nezamislivih otkrića.
Otkrivena je Amerika, ali iz nje su u Evropu donete novi lekovi ali i nove bolesti. Izmišljeno je vatreno oružje pa su rane nanete ovim oružjem postale veoma teške. To je primoralo hirurge da u svom radu usavrše i primene nove metode lečenja. Sve ove promene u ljudskom društvu nametnule su potrebu za novim otkrićima i novim, originalnim delima zasnovanim na istraživanjima lekara, „...koja su trebala da otkriju pravu istinu i reše niz problema za koje ni Galen nije imao odgovora“.

### Prvi reformatori anatomije i drugih oblasti medicine
Primarni značaj medicine u renesansi bio je u interesovanju brojnih lekara istraživača za anatomiju čoveka, što je dovelo do novih otkrića i promene ranijih shvatanja u ovoj oblasti. Tako je reforma medicine najpre započela u oblasti anatomije, zahvaljuijući Leonardu da Vinčiju, Andreasu Vezalijusu, Parcelzusu, Đirolamu Fabriciju, i mnogim drugima. Interesovanje za anatomiju bilo je svojstveno mnogim naučnicima renesanse, jer je znanje o anatomiji ljudskog tela do tog istorijskog perioda bilo vrlo oskudno.
Leonardo da Vinci Leonardo da Vinci (1452—1519) bio je slikar, matematičar, inženjer i anatom, ali pre svega svestrani umetnik i naučnik, koji je osim u umetnosti i anatomiji, dao doprinos botanici, geologiji, matematici, optici, mehanici, astronomiji, hidraulici, niskogradnji, tehnici proizvodnji oružja, urbanistici.
Za vreme života u Firenzi (1503—1506) bavio se anatomijom čoveka, u bolnici Santa Maria Nuova, u kojoj je secirao nekoliko leševa različitog pola i uzrasta, od dvogodišnjeg deteta do stogodišnjeg starca (koji je preminu bez ikakvih objektivnih simptoma bolesti i kod koga je našao i prvi jasno nacrtao sklerozu arterija). Anatomsko znanje koja је sticao zbog namere da lakše ostvari svoj umetnički slikarski izraz, Leonardo će i nešto kasnije nastaviti svoja anatomska istraživanja u Milanu, jedno vreme (1510) zajeno sa lekarem i anatomom Marc Antonio della Tore. 
Međutim novonastale političke prilike u Italiji primorale su Leonarda da napusti Milano i 1513. nastavi svoj rad u Rim gde, uprkos papinskoj zabrani, ima neprilika zbog seciranja leševa. 
Leonardo je sve ukupno secirao oko 30 leševa, i dobro unapredio sekcionu tehniku, metodom serijskih rezova kroz udove i organe, a zatim i pravljenjem voštanih kalupa šupljina mozga i srca. 
Za sobom je ostavio bogat likovni opus koga čini oko 200 listova anatomskih crteža, nastalih kao plod dvadesetogodišnjeg rada. Svoje majstorske crteže Leonardo je popratio i tekstom koji dokazuje da je pravilno shvatio ono što je tokom sekciranja i video. 
Andreas Vezalijus
.
Prvi u nizu reformatora anatomije 16. veka bio je Andreas Vezalijus (Andreas Vesalius Bruxellensis 1514-1564), koji je još kao mali secirao ptice i mačke. Studija medicine završio je u Parizu, i u 23 godini postao profesor i doktor hirurgije. Od tadašnjih vlasti dobio je dozvolu da secira leševe ljudi i tako je otkrio i objavio da je Galen u svojim delima opisivao anatomiju majmuna. Iz ovih istraživanja nastalo je njegovo djelo lat. De humani corporis fabrica ili popularno zvana „Fabricia“ (1543). U svojim delima Vezalijus je dokazao da Galen nije bio nepogrešiv i kritički ukazao na sve njegove propuste. Ovo delo je dugo godina bilo osnova anatomije i pored snažnih reakcija Galenovih pristalica koji su ga nazivali i „ludakom“.
Vezalijus je u početku kao predavač anatomije u Padovi, kao i njegovi pariski učitelji, bio sledbenik Galena, što se može vidi iz njegovih prvih dela; „Tablulae anatomikae“ iz 1538. u kojoj je on predstavio jetru sa pet režnjeva. Tek kasnije on saznaje da je Galen u svojim delima prikazao anatomiju majmuna a ne čoveka, i tako se kao prvi od svih anatoma u istoriji medicine oslobodio dotadašnjeg dogmatizma i počeo „istraživanja građe tela gledajući sve svojim očima“. Kada je započeo istraživanja i pisanje svog glavnog dela Vezalijus je podvrgao reviziji celokupno dotadašnje anatomsko znanje i napisao novo delo inspirisano novim načinom rada i iskustvom stečenim na ljudskim leševima, a imao je svega 26 godina.
Ovaj pionirski korak koji je učinio Vezalijus, u doba kada je trebalo preći preko svih predrasuda, nije bio nimalo lak, ali je imao veliki značaj za razvoj anatomije u budućnosti. U tome i jeste njegova velika zasluga za refeormu anatomije i njen nastanak kao prave naučne anatomije novog veka.
Vezalijus je samostalno izučavo telo čoveka i tako je nakon nekoliko godina proučio anatomiju celog tela čoveka i objavio je u delu „Sedam knjiga o sastavu ljudskog tela“ (lat. De humani corporis fabrica libri septem) štampanom u Bazelu 1543. U Padovi je za ono vreme Vezalijus imao idealne uslove za pisanje knjige, dovoljan broj leševa, odgovarajuće radne prostorije, dobru platu, razumevanje kolega, blizinu kvalitetnih slikarskih radionica i do danas još neutvrđen broj ljudi koji učestvovao u izradi ilustracija buduće knjige. Delo je bilo bogato ilustrovano slikama koje je pod njegovom kontrolom načinio veći broj slikara, Ticijanove radionice među kojima se isticao Đovani Stefano Kalkar i koje su se zasnivale na disekcijama a ne na umetničkim predstavama. Drvorezi su izuzetno vešto gravirani u Veneciji i zatim su ploče slane preko Alpa u Bazel gde je poznati štampar Joanes Oporinus štampao po Vezalijusovom uputstvu priručnik anatomije.
Ako se slike iz Vezalijusove anatomije stave jedna uz drugu njihove se pozadine spajaju u zajednički pejzaž Kolia Fuganeija kraj Padove. Posebnu lepotu imaju dva niza Vezalijusovih kostura i niz likova u kojima su postepeno odstranjeni slojevi mišića. Vezalijusovo delo je istovremeno atlas i udžbenik anatomije u kome se ilustracije i tekst uspešno dopunjuju. U naučnom pogledu ovo delo je izuzetan poduhvat u medicini iako ne sadrži velika spektakularna otkrića. Još jedna karakteristika ilustracija u ovom delu je bila tendencija predstavljanja celog tela, a ne njegovih pojedinih delova.
Ovim svojim delom Vezalijus je izazvao žestoke polemike, napade i borbu mišljenja pristalica i protivnika Galena, a posebno napade Bartolomea Eustahija (koji se kasnije oslobođen Galenovog dogmatizma pridržio Vezalijusi i postao najegzaktniji istraživač) i njegovog učitelja u Parizu Sivijusa. Iz ove borbe Vezalijus je ipak izašao kao pobednik, a sa njim i anatomija 16. veka koja u ovom razdoblju zahvaljujući Vezalijusu i njegovim sledbenicima beleži čitav niz otkrića.
Nekoliko nedelja nakon objavljivanja (лат. De humani corporis fabrica libri septem) izašao je iz štampe kod istog izdavača latinski izvod tog dela (Epitome), koji je odmah preveden i na nemački jezik.
Paracelzus
Reforma praktične medicine nastala su prvo od strane Paracelzusa (1493—1541) lekara iz Švajcarske, koji je školovanje završio u Ferari, a potom mnogo putovao i i na wima stekao praktična znanja. Kao gradski lekar živeo je i radio u Salzburgu gde je držao i predavanja iz medicine. U znak prezira prema arapskoj medicini on je odbacio dotadašnju humoralnu teoriju i tvrdio da se sve zasniva na hemijskim promenama. U znak protesta na do tada prihavćena Avicenina učenja, demonstrativno je spalio sva Avicenine knjige na gradskom trgu, zbog čega je morao pobeći iz Salzburga. Paracelzus je uveo u praksu lekovite supstance; sumpor, antimon, olovo, gvožđe, živu itd, i smatrao da teorija mora da proizilazi iz prakse. Paracelzus je u svojim knjigama naveo pet uzročnika bolesti: zvezde, otrove, urođene nedostatke, psihičke faktore i božanske pojave.
Pored Vezalijusa i Paracelzusa za reformu medicine zalagali su se i mnogi drugi lekari. Naročito je bila jaka „struja“ onih koji su zalagali za vraćanje Hipokratovog učenja i „proterivanje“ arapske medicine, ali njihov glas je bio previše slab. Jedan iz te plejade lekara bio je poznati „antiarabista“ parižanin Pjer Briso  koji je primenjivao Hipokratovu tehniku puštanja krvi na oboleloj strani i bio protivnih arapske metode puštanja krvi na što udaljenijem delu tela od obolelog mesta. I pored toga što je imao odlične rezultate Briso je zbog toga bio proganjan. 
Kraj primene arapske medicine u Evropi sve više se naziro, a „autoritet Avicene“ nije više bio dovoljno jak da te promene spreči. U toj borbi učestvovali su mnogi lekari ali i ljudi drugih struka, koji su se zalagali za oslobađanje medicina od praznoverja. Oni su zastupali stav da se zarazne bolesti prenose „zaraznim materijama“, a ne božjom voljom.
Sve više se uči i stiču znanja kroz praksu, a sve manje iz starih knjiga, ali sve više se stvaraju i pišu novi uđžbenici.

### Prve medicinske specijalnosti
U 16. veku osnovane su prve medicinske specijalnosti. Prvo u oftalmologiji, a zatim i u drgim granama medicine, koja sve više „izlaze iz ruku šarlatana“. Naročito je aktivan nemački hirurg  koji je izdao knjigu -Ophtalmodouleia- 1553, uveo je u upotrebu fine srebrne medicinske instrumente i razradio niz novih operativnih zahvata.
Ambroaz Pare
Najveći hirurg 16. veka, bio je Ambroaz Pare (fr. Ambroise Paré 1510-1590), koji je od skromnog berberskog šegrta postao hirurg kraljevine Francuske, uglavnom sticanjem znanja na lečenju ratnih rana. Pare je među prvima objavio 1545, sopstvena, hirurška iskustva pod naslovom (fr. La Metoda de les traicter playes faictes par Hacquebutes, et aultres bastons FEU) u kojima je opisao metode lečenja rana uzrokovanih vatrenim oružjem. Njegovo najznačajnije otkriće je bilo unapređenje tradicionalnog načina lečenja puščanih rana (do data primanjivanom metodom spaljivanja rana vrelim uljem, jer se pretpostavljalo da je otrovana barutom), koje je nanosilo znatna dodatna oštećenja povređenom. Zato Pare postiže mnogo veći uspeh u lečenju rana jednostavnim oblagama za rane koje su se sastojale od mešavine žumanca, ulja ruže i terpentina. On je takođe uveo i primenu ligatura za zatvaranje protoka krvi u krvnim sudovima, nakon amputacije udova. Amputacije su u tom periodu bile jedini oblik velikih operativnih zahvata koje su hirurzi primenjivali, jer nije bilo moguće napraviti sigurane zahvate u trbuhu.
Feliks Plater
Feliks Plater (Felix Platter 1536. – 1614) se smatra pionirom patološke anatomije, jednim od osnivača sudske medicine i reformatora psihijatrije. On je u Baselu sačinio klasifikaciji mentalnih poremećaja na temelju preciznih kliničko-psihopatoloških promatranja i dao prvu sistematizaciju duševnih poremećaja. Time je ublažio stavove javnosti prema psihijatrijskim bolesnicima. 
Do tad se smatralo da su psihijatrijski bolesnici... „opsednuti vragom“. Zahvaljujući Plateru Ukinuta je smrtna kazna (lomača), za „veštice“, koje su najčeće bile duševne bolesnice.
Paolo Bagerardi i Đžeronimo Merkuriali objavili su prve knjige iz pedijatrije.
U ovom razdoblju Evropu je zahvatila jedna od najvećih epidemija sifilisa, na koju je uticao pokret vojske Karla VIII. „...Njena pojava donekle je pomogla u širenju reforme u medicini jer se za ovu bolest nisu mogli pronaći odgovori u Galenovim delima.“ Iako je sifili sve vreme postojao u Evropi, on se javljao u nešto drugojačijem obliku. Otkrivene su i primenjivane nove metode lečenja, a na kraju i živina mast.
| „ | Konačno, medicina renesanse je utemeljila naučnu medicinu zadavši „smrtni udarac“ sholastičkoj nauci i sudbonosno izvršila preokret u razvoju medicine uvođenjemnove filozofske misli i duha u medicinsko stvaralaštvo. Medicinska renesansa je timemedicinu napravila naučnom i zasnovala naučni način razmišljanja na temeljima eksperimentalnogdokazivanja u medicinskoj nauci. | ” |

## Napomene
1. ↑  Uputstvo za određivanje vremena u horarnom horoskopu zvuči jednostavno: aspekt koji ukazuje da će se događaj odigrati već sadrži i informaciju o vremenu događaja.

## Spoljašnje veze
- Medicina srednjeg veka (језик: енглески)
- Astromedicina u renesansi: humor i temperamenti (језик: хрватски)